# 托马斯·费舍善本图书馆
托马斯·费舍善本图书馆（英語：Thomas Fisher Rare Book Library）是多伦多大学的一个图书馆，它拥有加拿大规模最大的对公众开放的善本收藏。图书馆内也存有大学的历年档案，一些加拿大文学上的著名人物的作品也被收藏于此，如玛格丽特·爱特伍和里奥纳德·科恩等人。

## 外部連結
- 官方网站